# Promecotheca ptychospermae
Promecotheca ptychospermae es una especie de insecto coleóptero de la familia Chrysomelidae.
Fue descrita científicamente en 1935 por Maulik.